# キリクス
キリクス（古希: Κίλιξ, Kilix）は、ギリシア神話の人物である。フェニキア王アゲーノールとテーレパッサの子で、カドモス、ポイニクス、エウローペーと兄弟。一説にキリクスはタソスの父。一説にキリクスはポイニクスとカッシオペイアの子で、タソス、テーベーと兄弟とされる。
ゼウスがエウローペーをさらったとき、アゲーノールにエウローペーの捜索を命じられたが発見できず、小アジア南部に移住した。その地は当時ヒュパカイオイと呼ばれていたが、それ以来キリクスにちなんでキリキアと呼ばれるようになった。その後リュキア人と戦争になり、リュキアの一部を与えるという約束をしてサルペードーンとともに戦った。